# Corriente de aire

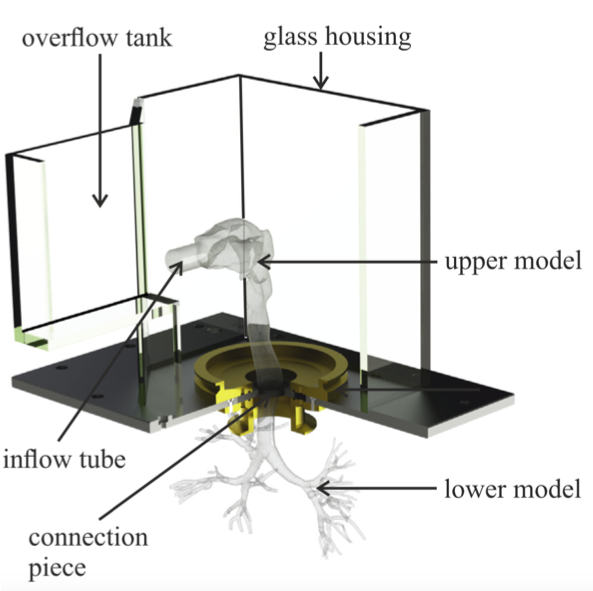
Flujo de aire, pulmones, velocimetría por imágenes de partículas

El flujo o la corriente de aire es el movimiento del aire. La causa principal de la corriente es la propia existencia del aire. El aire tiene un comportamiento fluido, lo cual significa que las partículas flotan de las zonas con mayor presión, a aquellas en las cuales la presión es más baja. La presión atmosférica del aire está directamente relacionada con la altitud, la temperatura y su composición.
En ingeniería, el flujo o la corriente de aire es la medición de la cantidad de aire, por unidad de tiempo, que fluye a través de un dispositivo concreto.
La corriente de aire se puede provocar mediante recursos mecánicos (por ejemplo, utilizando un ventilador manual o eléctrico) o puede ocurrir de forma pasiva, como resultado de la presión diferencial presente en el ambiente.

## Tipos de corriente
Como cualquier fluido, el aire puede manifestarse en un flujo laminar o turbulento. El flujo laminar sucede cuando el aire puede fluir suavemente y presenta un perfil de velocidad parabólica; el flujo turbulento ocurre cuando hay una irregularidad (como una ruptura en la superficie en la que fluye la corriente), la cual altera la dirección del movimiento. El flujo turbulento presenta un perfil de velocidad lineal.
El número de Reynolds, una proporción que indica la relación entre las fuerzas viscosas e inerciales en un fluido, pueden usarse para predecir la transición del flujo laminar al turbulento. Este número y conceptos relacionados pueden aplicarse al estudio del flujo en sistemas de cualquier escala.
La velocidad a la cual un fluido circula, más allá de un objeto, varía en función de la distancia a la que se encuentra de la superficie del objeto. La región que rodea a un objeto, donde la velocidad del aire se aproxima a cero, se conoce como la capa límite. Es ahí donde la fricción superficial afecta en mayor medida al flujo; las irregularidades en las superficies puede afectar al grosor de la capa límite y, por tanto, interrumpir la afluencia.

## Unidades
Las unidades típicas para expresar la actividad la corriente del aire son:

### En función de su volumen
- l/s (litros por segundo)
- m3/h (metros cúbicos por hora)
- cm3/h (centímetros cúbicos por hora)
- cm3/m (centímetros cúbicos por minuto, también conocido como CCM)

### En función de su masa
- kg/s (kilogramos por segundo)

La corriente del aire también puede describirse en términos de cambios de aire por hora (CAH), indicando la sustitución completa del volumen del aire llenando un espacio determinado.

## Medidas
El dispositivo que mide la corriente del aire recibe el nombre de anemómetro. Los anemómetros también se usan para medir la velocidad del aire y el corriente de aire en interiores.
Hay una amplia variedad de tipos, incluyendo los anemómetros de sonda recta, diseñados para medir la velocidad del aire, la presión diferencial, la temperatura y la humedad; los anemómetros de paletas giratorias, usados para medir la velocidad del aire y el flujo volumétrico; y los anemómetros de esfera caliente.
Los anemómetros pueden usar alambre resistivo o ultrasónico para medir la transferencia de energía entre el instrumento de medición y las partículas cercanas. Un anemómetro de hilo caliente, por ejemplo, registra la disminución de temperatura en el alambre, lo cual se puede traducir en la velocidad de la corriente del aire, analizando el índice de cambio. Algunas herramientas pueden medir la corriente del aire, la temperatura de una bombilla mojada, el punto de rocío y la turbulencia.

## Simulación
La corriente del aire se puede simular usando un modelo computacional de fluido dinámico (CFD), u observado de forma experimental mediante el uso de un túnel de viento. Esto puede usarse para predecir patrones de corriente de aire alrededor de automóviles, aviones y navíos, así como de la penetración del aire en la carcasa de un edificio.

## Control
Un tipo de herramienta que regula la corriente del aire en los conductos se conoce como amortiguador. El amortiguador puede usarse para incrementar, reducir o detener completamente la corriente del aire. Un dispositivo más complejo que, además de regular la corriente del aire, también tiene la habilidad de generar y condicionarla, es un climatizador.

## Usos
Medir la corriente del aire es necesario para muchas aplicaciones, como la ventilación (para determinar cuánto aire se reemplaza), el transporte neumático (para controlar la velocidad del aire y la fase del transporte) y los motores (para controlar la proporción de aire-combustible).
La aerodinámica es la rama de la dinámica de fluidos (física) que se especializa en la medición, simulación y control de la corriente del aire. Estudiar la corriente del aire es un asunto que corresponde a muchos campos, incluyendo la meteorología, la aeronáutica, la medicina, la ingeniería mecánica, civil y ambiental, y la ciencia de la construcción.

## La corriente del aire en edificios
En la construcción, se refiere a la corriente del aire por su deseabilidad, por ejemplo, en contrastar la ventilación y la infiltración. La ventilación se define como al flujo deseado del suministro de aire fresco del exterior a otra estancia, típicamente interior, simultánea a la expulsión del aire del interior al exterior. Esto puede conseguirse mediante medidas técnicas o estrategias pasivas (también conocidas como ventilación natural). Opuestamente, la infiltración del aire se caracteriza como el influjo descontrolado de aire a través de un edificio incorrectamente sellado, conjuntamente con la fuga no intencionada del aire acondicionado, del interior del edificio al exterior.
Los edificios pueden ser ventilados usando sistemas mecánicos, estrategias o sistemas pasivos, o la combinación de ambos.

## La corriente del aire en sistemas de ventilación mecánica (SVM)
La ventilación mecánica utiliza ventiladores para inducir el flujo de aire hacia dentro del edificio, así como su afluencia dentro de este. La configuración y colocación de los conductos afectan a las proporciones de corriente de aire dentro del sistema. Los amortiguadores, las válvulas, las juntas y otros cambios geométricos o materiales, dentro de un conducto, pueden resultar en fugas del flujo.

### Estrategias pasivas para maximizar la corriente del aire
Las estrategias de ventilación pasivas aprovechan las características inherentes del aire, específicamente de la flotabilidad y la presión diferencial, para expulsar el aire extenuado dentro del edificio. El efecto acumulativo se equipara a usar chimeneas o espacios altos similares, con oberturas cerca del techo, para sacar el aire extenuado arriba, y hacia afuera, de la estancia, gracias al hecho que el aire se alza cuando la temperatura aumenta (a medida que el volumen aumenta y la presión disminuye). La ventilación pasiva dirigida por el aire recae en la configuración del edificio, su orientación, y la distribución de aperturas para aprovechar el movimiento del aire exterior. La ventilación cruzada necesita aperturas posicionadas estratégicamente y alineadas con los patrones de aire locales.

### Relación entre el movimiento del aire, el confort termal y la totalidad de la Calidad Medioambiental del Interior (CMI)
La corriente del aire es un factor a tener en cuenta cuando se diseña en función de los estándares de confort termal del inquilino (como el ASHRAE 55). Las proporciones cambiantes del movimiento del aire pueden impactar, de forma positiva o negativa, la percepción de frío o calor del individuo y, por tanto, su comodidad. La velocidad del aire interactúa con su temperatura, su humedad relativa, su temperatura radiante de las superficies y ocupantes del entorno, y la conductividad de la piel del ocupante, resultando en sensaciones termales particulares.
El diseño de una corriente de aire controlada (ventilación) es importante para la calidad medioambiental del interior (CMI) y la calidad del aire en interiores (CAI), porque proveen el suministro de aire limpio necesario y evacua, efectivamente, el aire extenuado.